# قائمة العربات المدرعة التي شاركت في الحرب العالمية الثانية
تضم هذه القائمة المركبات القتالية المدرعة التي كانت في الخدمة أو تم بناؤها خلال الحرب العالمية الثانية. وهذا يشمل النماذج الأولية والمركبات التي تنتجها دول محايدة والمركبات التي لم تستخدم في القتال. حُذفت المركبات غير المدرعة. يظهر بين قوسين عدد المركبات المنتجة ، حيثما كانت معروفة ، والبلدان التي تم تصنيعها فيها.

## 0-9
- 7 تي بي دبابة خفيفة ( 132؛ بولندا)
- 10TP نموذج اولي (1؛ بولندا)
- 10.5 cm K نموذج اولي لمدفع ذاتي الجر (2؛ ألمانيا)

## َA
- Achilles  مدمرة دبابات (1100؛ الولايات المتحدة وبريطانيا)
- أرتشر (مدمرة دبابات) (655؛ بريطانيا)

1. ↑  BBC World War Two: Summary Outline of Key Events
2. ↑  Source List and Detailed Death Tolls for the Primary Megadeaths of the Twentieth Century